# Capa Paloh
Capa Paloh is een bestuurslaag in het regentschap Pidie van de provincie Atjeh, Indonesië. Capa Paloh telt 157 inwoners (volkstelling 2010).